# Andrena subapasta
Andrena subapasta är en biart som beskrevs av Thorp 1969. Andrena subapasta ingår i släktet sandbin, och familjen grävbin. Inga underarter finns listade i Catalogue of Life.